# Carlos Carvalhal
Carlos Augusto Soares da Costa Faria Carvalhal (Braga, 4 dicembre 1965) è un allenatore di calcio ed ex calciatore portoghese, di ruolo difensore.

## Palmarès

### Allenatore
- Segunda Divisão: 1

Leixões: 2002-2003 (Zona Nord)
- Coppa di Lega portoghese: 1

Vitória Setúbal: 2007-2008
- Coppa del Portogallo: 1

Braga: 2020-2021